# ماتسنهایم
ماتسنهایم (به فرانسوی: Matzenheim) یک کمون در فرانسه با جمعیت ۱٬۵۲۳ نفر است که در Canton of Benfeld واقع شده‌است.